# 伯里克里斯改革

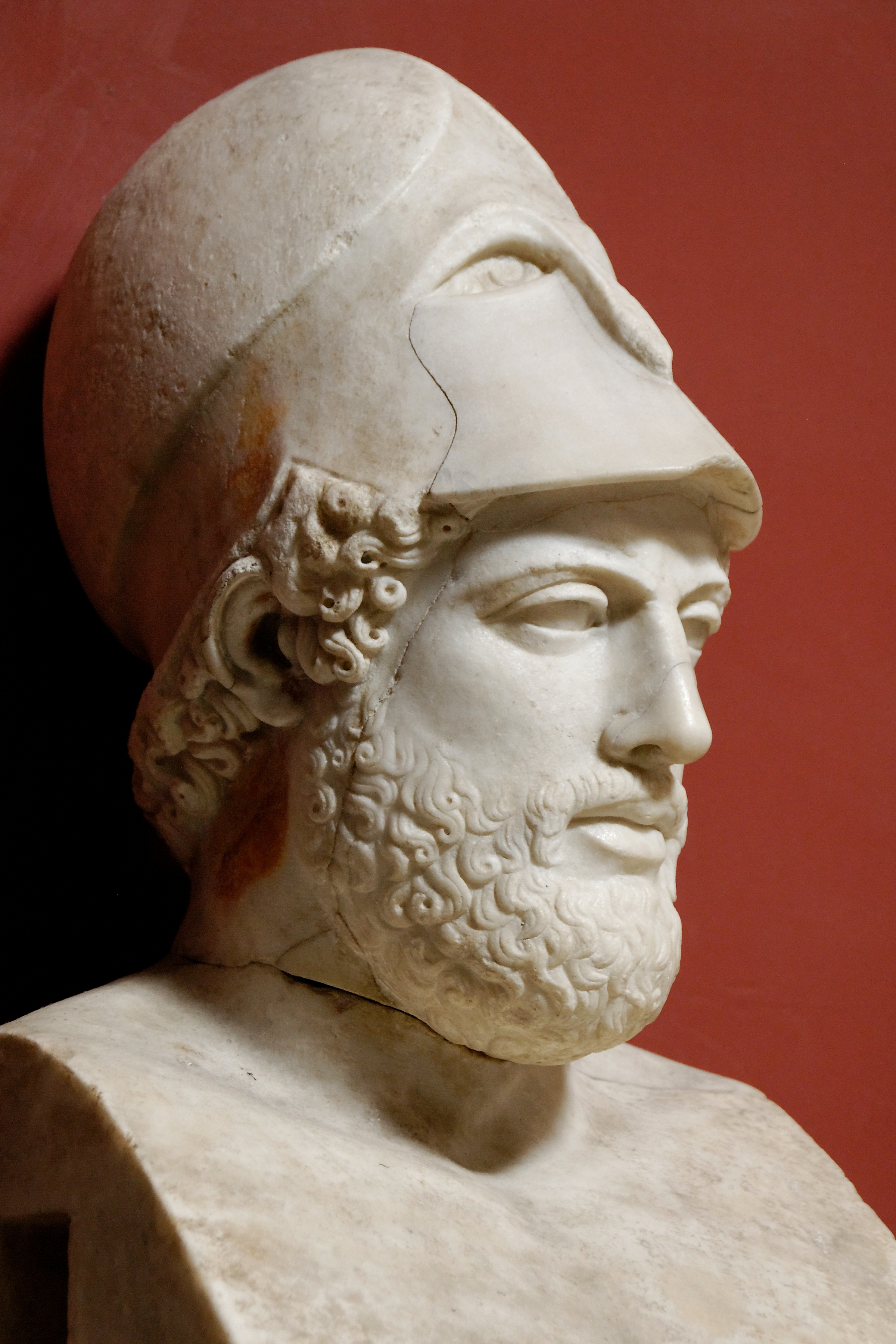
伯里克里斯

伯里克利改革發生於公元前433至前429年。古希臘政治家伯里克里斯自公元前443至前429连续十多年一直當選雅典首席將軍，主持國家事務。在伯里克利執政期間，他繼承了梭倫、庇西特拉圖、克里斯提尼的事業，對雅典的政治制度作了進一步的改革，並且完成了雅典憲政改革，帶領雅典民主政治達至巔峰，使雅典乃至整個古希臘都進入了黃金時代，奠定了西方文明的基礎。

## 內容
伯里克利改革取消由貴族主導的戰神山會議之政治職能，允許雅典公民不受財產資格限制擔任高級公職。向行使公民義務的公民發放津貼，以吸引公民行使公民義務。公民大會享有最高的行政和立法權，對國家大事做出決定，由它投票選出十位將軍。民眾法庭為最高的司法和監察機關。在對外關係方面，積極推行擴張政策，主張對提洛同盟嚴加控制，在許多地方建立軍事移民點，並實行民主制度。

## 影響

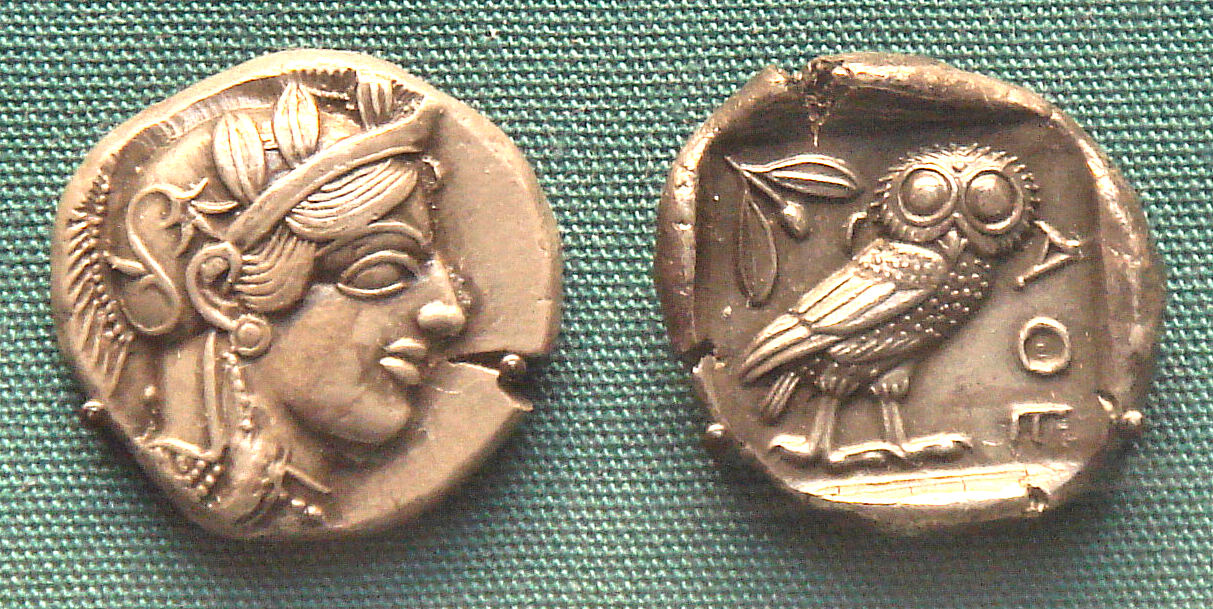
當時在愛琴海的全境流通的雅典硬幣

伯里克利改革促使雅典憲政改革的最後完成，使雅典的民主政治達到巔峰，為古希臘乃至整個西方文明的發展都作出了不朽的貢獻。